# 山県市立梅原小学校
山県市立梅原小学校（やまがたしりつ うめはらしょうがっこう）は、岐阜県山県市にある公立小学校。

## 沿革
- 1873年（明治6年） - 文友舎が開校。現在地[注釈 1]に校舎を建てる。
- 1881年（明治14年） - 梅原簡易科小学校に改称する。
- 1894年（明治27年） - 梅原尋常小学校に改称する。
- 1898年（明治31年） - 上伊自良村、下伊自良村と組合をつくり、高等小学校を設置。後に組合は解消され、梅原尋常小学校に高等科を設置。梅原尋常高等小学校に改称する[注釈 2]。
- 1941年（昭和16年） - 梅原国民学校に改称する。
- 1947年（昭和22年） - 梅原村立梅原小学校に改称する。
- 1955年（昭和30年）4月1日 - 高富町、富岡村、梅原村、桜尾村、大桑村が合併し、改めて高富町が発足。同時に高富町立梅原小学校に改称する。
- 1965年（昭和40年） - 新校舎（鉄筋コンクリート造）が完成。
- 2003年（平成15年） - 高富町、伊自良村、美山町が合併し、山県市が発足。同時に山県市立大桑小学校に改称する。

## 通学区域[1]
- 梅原

## 進学先中学校
- 高富中学校